# Ralfkopf
Der Ralfkopf ist ein 3106 m ü. A. hoher Berggipfel in der Schobergruppe in Osttirol (Österreich). Er liegt an der Grenze zwischen den Gemeinden Nußdorf-Debant und Kals am Großglockner. Benachbarte Gipfel sind der Ganot im Westen und der Debantgrat im Süden. Die Erstbesteigung erfolgte am 24. Juli 1890 durch Ludwig Purtscheller.

## Aufstiegsmöglichkeiten
Der Ralfkopf ist ein scharfkantiger Gipfel, dessen Ost- und Nordseite steil abfallen. Der Normalweg auf den Ralfkopf erfolgt von der Lesachalmhütte durch das Ralftal in Richtung des Schobertörls. Vor dem Schoberkees zweigt der unmarkierte Anstieg links zum Ralfkees ab. Der Schlussanstieg erfolgt kurz über den Südwestgrat, der den Schwierigkeitsgrad I aufweist.
Eine weitere Anstiegsmöglichkeit auf den Ralfkopf ist die Gratüberschreitung über den Debantgrat, die Kletterstellen im Schwierigkeitsgrad II+ aufweist und über die Ralfscharte führt. An der Südostseite führen zudem zwei Klettertouren in festem Fels auf den Ralfkopf. Der Südostgrat und der Südostwandpfeiler, jeweils im Schwierigkeitsgrad III-IV, werden oftmals mit der Besteigung des benachbarten Ganot kombiniert.